# Torpedo Zaporoże
Torpedo Zaporoże (ukr. Футбольний клуб «Торпедо» Запоріжжя, Futbolnyj Kłub "Torpedo" Zaporiżżia) – ukraiński klub piłkarski z siedzibą w mieście Zaporoże. Założony w roku 1982.

## Historia
Chronologia nazw:
- 1923: Metalist Zaporoże (ukr. «Металіст» Запоріжжя, ros. «Металлист» Запорожье)
- 1934: Silmasz Zaporoże (ukr. «Сільмаш» Запоріжжя, ros. «Сельмаш» Запорожье)
- 1939: Maszynobudiwnyk Zaporoże (ukr. «Машинобудівник» Запоріжжя, ros. «Машиностроитель» Запорожье)
- 1961: Traktor Zaporoże (ukr. «Трактор» Запоріжжя, ros. «Трактор» Запорожье)
- 1971: Komunar Zaporoże (ukr. «Комунар» Запоріжжя, ros. «Коммунар» Запорожье)
- 1982: Torpedo Zaporoże (ukr. «Торпедо» Запоріжжя, ros. «Торпедо» Запорожье)
- 2003: klub rozwiązano

Drużyna piłkarska Torpedo została założona w mieście Zaporoże w roku 1982, chociaż wcześniej przy Fabryce samochodów istniała drużyna, która nosiła nazwę Metalist, Silmasz, Maszynobudiwnyk, Traktor i Komunar. Zespół uczestniczył w rozrywkach piłkarskich byłego ZSRR. Od początku rozrywek w niezależnej Ukrainie klub występował w Wyższej Lidze. W sezonie 1999/2000 klub występował w Pierwszej Lidze. Po zakończeniu rundy jesiennej klub został rozformowany a przeciwnikom uznano zwycięstwa techniczne +:-. Dopiero w czerwcu 2001 roku klub reanimowano w Drugiej Lidze. Latem 2003 roku klub pozbawiono statusu profesjonalnego i później występował tylko w amatorskich rozrywkach piłkarskich.

## Sukcesy

### ZSRR
- II Liga ZSRR

6 miejsce: 1986
- Puchar Ukraińskiej SRR:

finalista: 1956

### Ukraina
- I Liga

4 miejsce: 1992
- Puchar Ukrainy

1/2 finału: 1992

## Trenerzy
- 1982–1983:  Ołeksandr Hurżejew
- 1984–07.1987:  Hryhorij Wul
- 07.1987–12.1988:  Ołeksandr Hurżejew
- 01.1989–04.1989:  Jożef Beca
- 04.1989–03.1993: / Jewhen Łemeszko
- 04.1993–12.1993:  Wiktor Matwijenko
- 01.1994–05.1997:  Ihor Nadiejin
- 06.1997:  Ołeksij Czerednyk (p.o.)
- 06.1997–03.1998:  Wiktor Matwijenko
- 04.1998:  Wjaczesław Perszyn (p.o.)
- 05.1998–04.1999:  Łeonid Kołtun
- 04.1999–06.1999:  Jewgienij Jarowienko
- 06.1999:  Roman Bondarenko (p.o.)
- 07.1999–10.1999:  Serhij Pohodin
- 01.2000–06.2001: klub nie istniał
- 06.2001–11.2001:  Ihor Nadiejin
- 03.2002–04.2003:  Jurij Rozenko
- 04.2003–05.2003:  Wjaczesław Tropin
- 05.2003–06.2003:  Serhij Komlew

## Inne
- Metałurh Zaporoże
- Wiktor Zaporoże